# Fritz Feierabend
Fritz Feierabend (29. června 1908 Engelberg – 25. listopadu 1978 Stans) byl švýcarský bobista. Byl aktivní od roku 1933 do roku 1955 a patřil k nejlepším pilotům na dvojbobu i čtyřbobu.
Spolu se svým otcem Carlem stavěl boby a jako první použil celokovovou konstrukci, která dostala název Feierabendův bob. Na mistrovství světa v jízdě na bobech získal šest zlatých, tři stříbrné a tři bronzové medaile, na olympijských hrách byl třikrát druhý a dvakrát třetí. Dále byl pětkrát mistrem Švýcarska. Dokázal se vyrovnat i s nuceným přerušením sportovní činnosti v letech druhé světové války.

## Výsledky

### Olympijské hry
- Garmisch-Partenkirchen 1936: 2. dvojbob, 2. čtyřbob
- St. Moritz 1948: 2. dvojbob
- Oslo 1952: 3. dvojbob, 3. čtyřbob

### Mistrovství světa
- St. Moritz 1935: 3. čtyřbob
- St. Moritz 1938: 3. dvojbob
- Cortina d’Ampezzo 1939: 1. čtyřbob
- St. Moritz 1947: 1. dvojbob, 1. čtyřbob
- Lake Placid 1949: 2. dvojbob, 3. čtyřbob
- Cortina d’Ampezzo 1950: 1. dvojbob, 2. čtyřbob
- Cortina d’Ampezzo 1954: 1. čtyřbob
- St. Moritz 1955: 1. dvojbob, 2. čtyřbob